# Księstwo Nassau

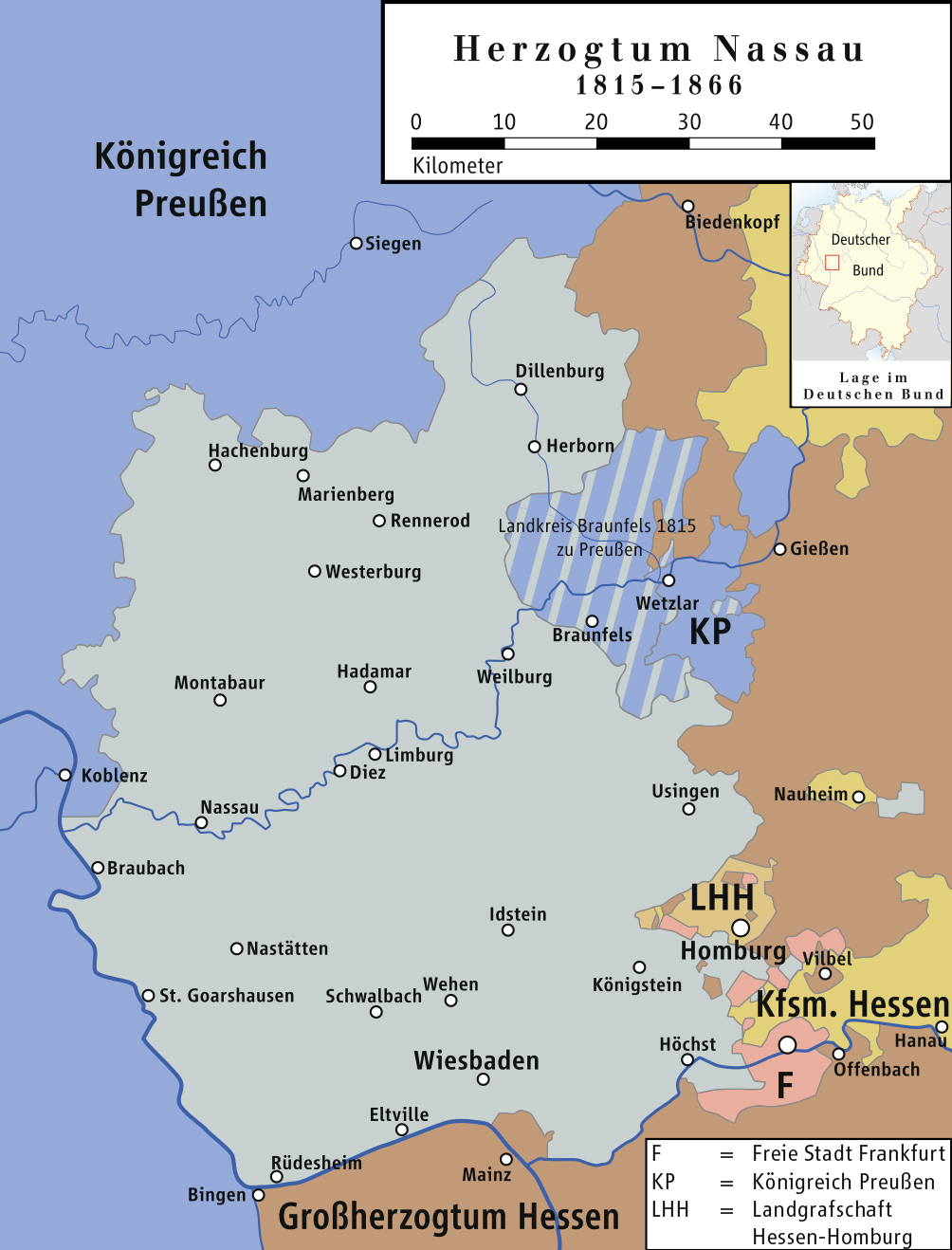
Księstwo Nassau w latach 1815–1866

Księstwo Nassau (niem. Herzogtum Nassau) – księstwo niemieckie powstałe w wyniku zjednoczenia mniejszych państw rządzonych przez różne linie dynastii Nassau w 1806 roku. Do 1813 kraj Związku Reńskiego. W latach 1815–1866 państwo Związku Niemieckiego.
Państwo miało około 4700 km² powierzchni.

## Historia
17 lipca 1806, dwa dotychczasowe księstwa Rzeszy: Nassau-Usingen i Nassau-Weilburg dołączyły do Związku Reńskiego. Pod naciskiem cesarza Francuzów Napoleona I oba państwa połączone zostały w Księstwo Nassau w dniu 30 sierpnia 1806 roku pod wspólnym panowaniem Fryderyka Augusta i jego młodszego kuzyna Fryderyka Wilhelma. Mimo zjednoczenia obaj władcy rządzili swoimi dzielnicami. Jako że Fryderyk August nie miał żadnych spadkobierców, zgodził się, że Fryderyk Wilhelm powinien stać się jedynym władcą po jego śmierci. Jednak Fryderyk Wilhelm zmarł po upadku na schodach 9 stycznia 1816 i to jego syn Wilhelm stał się księciem całego Nassau.
Adolf został księciem Nassau w 1839 r., po śmierci swego ojca. W 1890 roku odziedziczył tron Wielkiego Księstwa Luksemburga, gdzie rządził do 1905 roku. Utracił jednak tron Nassau. W czasie wojny prusko-austriackiej w 1866 (Bitwa pod Sadową) poparł bowiem cesarza Austrii, skutkiem czego Prusacy zajęli i anektowali Nassau, jego samego detronizując. Księstwo stało się częścią prowincji Hessen-Nassau.

## Dynastia
Przedstawiciele rodu byli namiestnikami (XVIII w.) i królami (XIX w.) Holandii oraz rządcami Luksemburga.